# (31700) Naperez
1999 JB40 (asteroide 31700) é um asteroide da cintura principal. Possui uma excentricidade de 0.15046290 e uma inclinação de 2.41027º.
Este asteroide foi descoberto no dia 10 de maio de 1999 por LINEAR em Socorro.